# Afrodite Euploias tempel

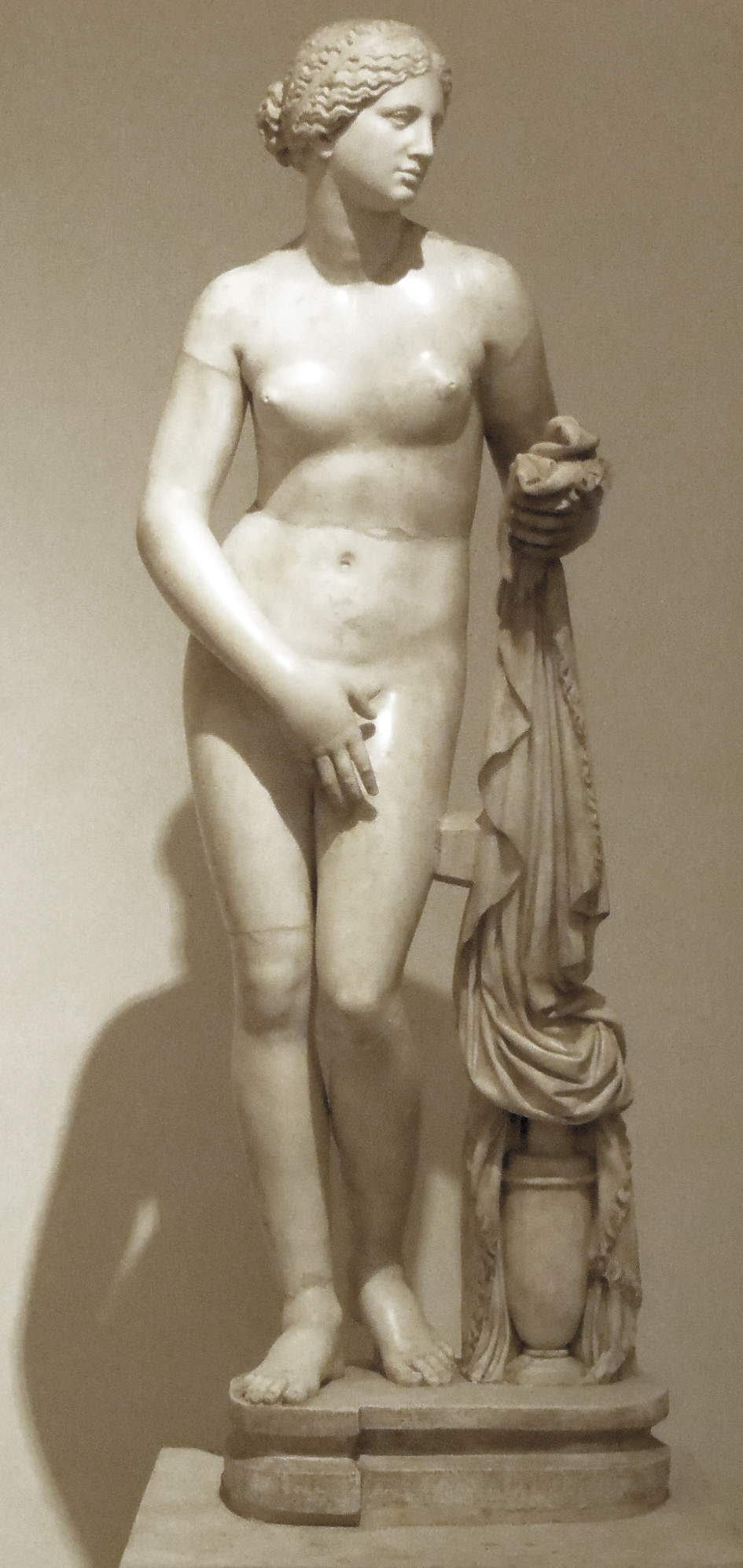
Aphrodite från Knidos

Afrodite Euploias tempel var en helgedom på ön Knidos tillägnad gudinnan Afrodite. 
Det var uppfört på 300-talet f.Kr. och var under antiken berömt som det tempel som hyste Afrodite från Knidos, den första statyn som avbildade Afrodite naken, och var ett pilgrimsmål ännu under det romerska kejsardömets tid. Templet var tillägnat gudinnan under hennes namn Afrodite Euploia, vilket var Afrodite i hennes egenskap av havsgudinna. Det var en cirkelrund byggnad omgiven av kolonner. Ovanligt för ett tempel var statyn placerad mitt i tempelrummet med öppningar på båda sidor om byggnaden, för att besökaren skulle kunna se statyn från alla håll. Det var omgivet av bänkar utplacerade i buskage, som gjorde det möjligt att älska runt kärleksgudinnans tempel. Om templet fortfarande var i bruk under 300-talet torde det ha stängts under förföljelserna mot hedningarna. 